# Lindsey (Ohio)
Lindsey is een plaats (village) in de Amerikaanse staat Ohio, en valt bestuurlijk gezien onder Sandusky County.

## Demografie
Bij de volkstelling in 2000 werd het aantal inwoners vastgesteld op 504.
In 2006 is het aantal inwoners door het United States Census Bureau geschat op 482, een daling van 22 (-4,4%).

## Geografie
Volgens het United States Census Bureau beslaat de plaats een oppervlakte van
4,0 km², geheel bestaande uit land. Lindsey ligt op ongeveer 192 m boven zeeniveau.

## Plaatsen in de nabije omgeving
De onderstaande figuur toont nabijgelegen plaatsen in een straal van 12 km rond Lindsey.